# Charlotte Bredahl
Charlotte Bredahl (Copenhague, Dinamarca, 21 de abril de 1957) es una jinete estadounidense que compitió en la modalidad de doma.
Participó en los Juegos Olímpicos de Barcelona 1992, obteniendo una medalla de bronce en la prueba por equipos (junto con Robert Dover, Carol Lavell y Michael Poulin).

## Palmarés internacional
| Juegos Olímpicos | Juegos Olímpicos   | Juegos Olímpicos  | Juegos Olímpicos |
| Año              | Lugar              | Medalla           | Categoría        |
| ---------------- | ------------------ | ----------------- | ---------------- |
| 1992             | Barcelona (España) | Medalla de bronce | Por equipos      |